# São Francisco do Guaporé
São Francisco do Guaporé is een gemeente in de Braziliaanse deelstaat Rondônia. De gemeente telt 16.491 inwoners (schatting 2009).